# Guyana tại Thế vận hội
Guyana đã liên tục gửi các vận động viên (VĐV) tới các kỳ Thế vận hội Mùa hè kể từ năm 1948 (trừ kỳ năm 1976). Quốc gia này chưa từng tham gia Thế vận hội Mùa đông. Tại 5 Thế vận hội đầu tiên nước này tham dự, đoàn có tên Guiana thuộc Anh. Michael Anthony đã mang về tấm huy chương đồng quyền Anh (1980), cũng là tấm huy chương Thế vận hội duy nhất tính đến thời điểm này của Guyana.
Hiệp hội Olympic Guyana được thành lập năm 1935 và được Ủy ban Olympic Quốc tế công nhận năm 1948.

## Bảng huy chương

### Huy chương tại các kỳ Thế vận hội Mùa hè
| Thế vận hội           | Số VĐV        | Vàng          | Bạc           | Đồng          | Tổng số       | Xếp thứ       |               |
| 1896–1944             | không tham dự | không tham dự | không tham dự | không tham dự | không tham dự | không tham dự | không tham dự |
| Luân Đôn 1948         | 4             | 0             | 0             | 0             | 0             | -             |               |
| Helsinki 1952         | 1             | 0             | 0             | 0             | 0             | -             |               |
| Melbourne 1956        | 4             | 0             | 0             | 0             | 0             | -             |               |
| Roma 1960             | 5             | 0             | 0             | 0             | 0             | -             |               |
| Tokyo 1964            | 1             | 0             | 0             | 0             | 0             | -             |               |
| Thành phố México 1968 | 5             | 0             | 0             | 0             | 0             | -             |               |
| München 1972          | 3             | 0             | 0             | 0             | 0             | -             |               |
| Montréal 1976         | không tham dự | không tham dự | không tham dự | không tham dự | không tham dự | không tham dự |               |
| Moskva 1980           | 8             | 0             | 0             | 1             | 1             | 35            |               |
| Los Angeles 1984      | 10            | 0             | 0             | 0             | 0             | -             |               |
| Seoul 1988            | 8             | 0             | 0             | 0             | 0             | -             |               |
| Barcelona 1992        | 6             | 0             | 0             | 0             | 0             | -             |               |
| Atlanta 1996          | 7             | 0             | 0             | 0             | 0             | -             |               |
| Sydney 2000           | 4             | 0             | 0             | 0             | 0             | -             |               |
| Athens 2004           | 4             | 0             | 0             | 0             | 0             | -             |               |
| Bắc Kinh 2008         | 4             | 0             | 0             | 0             | 0             | -             |               |
| Luân Đôn 2012         | 6             | 0             | 0             | 0             | 0             | -             |               |
| Rio de Janeiro 2016   | 6             | 0             | 0             | 0             | 0             | -             |               |
| Tokyo 2020            | chưa diễn ra  |               |               |               |               |               |               |
| Tổng số               | Tổng số       | 0             | 0             | 1             | 1             | 141           |               |

### Huy chương theo môn
| Quyền Anh | 0 | 0 | 1 | 1 | 67  |
| Tổng số   | 0 | 0 | 1 | 1 | 141 |

## VĐV giành huy chương
| Huy chương | VĐV             | Thế vận hội | Môn thi đấu | Nội dung      |
| ---------- | --------------- | ----------- | ----------- | ------------- |
| Đồng       | Michael Anthony | Moskva 1980 | Quyền Anh   | Hạng gà (nam) |